# Zane Phillips
Zane Phillips (Denver, 25 de noviembre de 1993)  es un actor estadounidense.

## Biografía
Phillips nació en Denver, Colorado.  Durante sus años de escuela secundaria, se mudó a Fredericksburg, donde se involucró en el teatro comunitario. Se graduó de la Universidad de Elon en 2015. 
Phillips tuvo un papel recurrente en la cuarta temporada de la serie de televisión Legacies.   En 2022, apareció en Fire Island, una película de comedia romántica inspirada en la novela Orgullo y prejuicio de Jane Austen, interpretando a un "visitante de la isla atractivo y sexualmente positivo" basado en George Wickham.  Protagonizó la serie de comedia dramática de Netflix Glamorous del 2023. Describe a su personaje, Chad, como "una versión de ese tropo clásico de los años 80 y 90 del idiota rubio y rico". 

## Vida personal
Zane Phillips vive en la ciudad de Nueva York. Se identifica como un hombre gay. El 7 de agosto de 2023, anunció a través de su cuenta en Instagram su relación con Froy Gutierrez.

## Filmografía

### Películas
| Año  | Título      | Rol | Ref.  |
| ---- | ----------- | --- | ----- |
| 2022 | Fire Island | Dex | [ 6 ] |

### Televisión
| Año     | Título          | Role                 | Notas                        | Ref.   |
| ------- | --------------- | -------------------- | ---------------------------- | ------ |
| 2016    | Madam Secretary | Chico joven número 2 | Episodio: "Cambio radical"   | [ 5 ]  |
| 2021-22 | Legacies        | Ben                  | Rol recurrente; 11 episodios | [ 5 ]  |
| 2022    | Partner Track   | Hunter Reed          | 6 episodios                  | [ 3 ]  |
| 2023    | Glamorous       | Chad Addison         | Rol principal                | [ 1 ]  |
| 2024    | Good Trouble    | Jay                  | 2 episodios                  | [ 10 ] |